# Homo sapiens americanus
Sous-espèce
Homo sapiens americanus est un taxon désuet inventé par le naturaliste suédois Carl von Linné en 1758 dans son ouvrage Systema naturae,,,,. Il désignait une sous-espèce d'Homo sapiens.
Ce taxon n'est plus utilisé aujourd'hui en anthropologie. Le consensus scientifique actuel rejette en tout état de cause l’existence d'arguments biologiques qui pourraient légitimer une classification scientifique interne à l'espèce humaine selon des critères morphologiques ou culturels,,.

## Historique

### Origines
En 1684, le philosophe français François Bernier publie sa première tentative théorique de diviser l'espèce humaine en races avec l'article Nouvelle Division de la Terre par les différentes Espèces ou races d’homme qui l’habitent, envoyé par un fameux Voyageur à M. l’abbé de la *** à peu près en termes dans le Journal des savants. Il existe selon lui quatre races humaines mais les Amérindiens ne font partie d'aucune.
En 1735, le naturaliste Carl von Linné publie Systema naturae, son ouvrage majeur dans lequel il expose sa méthode de classification de la nature. Il y divise les humains en cinq espèces, à savoir Homo africanus niger, Homo americanus rubescens, Homo asiaticus fuscus et Homo europeanus albescens.
Homo americanus rubescens est le premier taxon regroupant les Amérindiens. C'est donc un prototype à Homo sapiens americanus. En effet, Linné va apporter des modifications à sa classification au fil des nouvelles éditions de Systema naturae. 

### Apparition
En 1758, dans la dixième édition de Systema naturae, il fait des humains une unique espèce, Homo sapiens, divisée en plusieurs sous-espèces. Chacune d'elles est caractérisée par une zone géographique, une couleur de peau et un comportement. Parmi eux, il y a Homo sapiens americanus  qui est décrit par Linné, dans une optique racialiste, comme « colériques, rouges de peau, francs, enthousiastes et combatifs »,.
Un taxon similaire apparait en 1825 : Homo americanus décrit par le naturaliste français Jean-Baptiste Bory de Saint-Vincent. Il décrit cependant uniquement les Amérindiens du bassin de l’Amazone et des Pampas et les Araucans du Chili et non l'ensemble des peuples du continent,,.

### Obsolescence
Le taxon n'est plus utilisé scientifiquement de nos jours. La théorie racialiste a été réfutée.